# Espinho Challenger 1997
L'Espinho Challenger 1997 è stato un torneo di tennis facente parte della categoria ATP Challenger Series nell'ambito dell'ATP Challenger Series 1997. Il torneo si è giocato a Espinho in Portogallo dall'8 al 14 settembre 1997 su campi in terra rossa.

## Vincitori

### Singolare
Marat Safin ha battuto in finale  Stéphane Huet con il punteggio di 7–5, 6–0

### Doppio
Juan Ignacio Carrasco /  Álex López Morón hanno battuto in finale  Álex Calatrava /  Bernardo Mota con il punteggio di 4–6, 6–2, 7–5